# Acordo de Munique

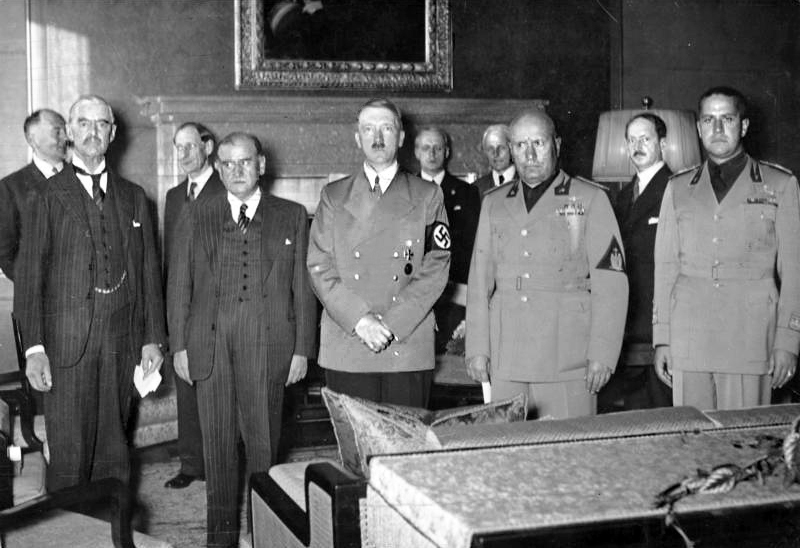
Da esquerda para direita: Chamberlain, Daladier, Hitler, Mussolini e Ciano após a assinatura do Acordo de Munique

Partição da Checoslováquia (1938)

O Acordo de Munique (em tcheco/checo:  Mnichovská dohoda; em eslovaco:  Mníchovská dohoda; em alemão:  Münchner Abkommen) foi um tratado datado de 29 de setembro de 1938, na cidade de Munique, na Alemanha, entre os líderes das maiores potências da Europa à época, Inglaterra, Itália e Alemanha. O tratado foi a conclusão de uma conferência organizada por Adolf Hitler, o líder do governo nazista da Alemanha, com o objetivo de discutir a situação da Checoslováquia após a Crise dos Sudetos.

## Pacto de 1938
De 1919 a 1938, período da dissolução do Império Alemão, mais de 3 milhões de alemães étnicos viviam na parte checa do recém-criado Estado da Checoslováquia.
O objetivo da conferência era a discussão do futuro da Checoslováquia e terminou com a capitulação das nações democráticas perante a Alemanha Nazi de Adolf Hitler. Este episódio ilustra melhor do que outros o significado da "política de apaziguamento".
A Checoslováquia não foi convidada para a conferência. A conferência é vulgarmente conhecida na República Checa como a "Sentença de Munique". A frase "traição de Munique" também é usada frequentemente, uma vez que as alianças militares em vigor entre a Checoslováquia, Reino Unido e França foram ignoradas.
Foi alcançado cerca de uma hora e meia da manhã um acordo, assinado a 30 de setembro mas datado de 29 de setembro de 1938. Adolf Hitler, Neville Chamberlain, Édouard Daladier e Benito Mussolini foram os políticos que assinaram o Acordo de Munique. O ajuste dava à Alemanha os Sudetos (Sudetenland), começando em 10 de outubro.
Chamberlain foi recebido como um herói à sua chegada ao Reino Unido. No aeroporto de Heston, ele fez o famoso discurso, agora inglório, "peace for our time" (paz para o nosso tempo) e acenou com a folha de papel branca para uma multidão em delírio. Embora alguns do Reino Unido ainda tivessem questões diplomáticas mal resolvidas para esclarecer, a população em geral era a favor do tratado.
A ocupação alemã dos quatro distritos seria feita faseadamente entre 1 de outubro e 7 de outubro. Outros territórios de predominância de população germânica seriam especificados por uma comissão internacional composta por delegados de França, Reino Unido, Itália, Alemanha e Checoslováquia. A comissão internacional conduziria também eleições nos territórios em disputa.
Winston Churchill disse sobre Chamberlain quanto a este acordo: "Entre a desonra e a guerra, escolheste a desonra, e terás a guerra".
A 10 de março de 1939, Hitler, desrespeitando o tratado, ordena a invasão do resto da Checoslováquia e as tropas alemãs ocupam Praga.